# Пеллегрини, Карло
Ка́рло Пеллегри́ни (итал. Carlo Pellegrini, 25 марта 1839, Капуя, Италия — 22 января 1889, Лондон, Великобритания) — итальянский деятель искусства и карикатурист аристократического происхождения. По отцу принадлежал к старинному роду землевладельцев, по матери — к семейству Медичи. С 1869 по 1889 годы был карикатуристом влиятельного британского журнала Vanity Fair. В этом качестве завоевал хорошую репутацию и влияние на умы современников.

## Биография

### Ранние годы
Учился в колледже Барнибити (итал. Collegio Barnibiti), а затем в колледже Сан-Антонио в Маддалони (итал. Sant' Antonio). В юности увлёкся карикатурой. Портреты, сделанные им в тот период, подражали манере популярных в то время художников Мелькьорре Де Филиппис Дельфико и Оноре Домье и других. Пеллегрини утверждал, что в годы юности воевал на стороне Гарибальди, однако люди, хорошо знавшие художника, считали это заявление вымыслом.
В 1864 году Пеллегрини решил покинуть Италию, спасаясь от настигших его несчастий (включая смерть сестры), и выехал в Англию через Швейцарию и Францию. В ноябре того же года художник прибыл в Лондон. Впоследствии он утверждал, что добрался до Лондона нищим и ему пришлось ночевать на улице и в подворотнях. Освоившись в столице Британской империи, Пеллегрини завёл полезные знакомства. В частности, подружился с принцем Уэльским — будущим королём Эдуардом VII.

### Работа вVanity Fair
Пеллегрини познакомился с владельцем журнала Vanity Fair Томми Боулзом и вскоре стал первым карикатуристом издания. Для работы в журнале Пеллегрини взял себе псевдоним «Singe», однако через некоторое время сменил его на «Ape», под которым и стал наиболее известен. Работа в журнале, в котором он печатался с 1869 по 1889 годы, сделала его известным и влиятельным художником. Сделанная им в 1869 году карикатура на Бенджамена Дизраэли стала первой цветной литографией, опубликованной в журнале. Её успех у публики положил начало популярной серии из более чем двухсот литографий, впоследствии опубликованных в Vanity Fair.
Помимо карикатур Пеллегрини пробовал себя в портретной живописи, однако без особого в том успеха. В 1870-х художник познакомился в Лондоне с французским импрессионистом Эдгаром Дега и в 1876-1877 годах написал его портрет. Дега в ответ написал портрет Пеллегрини.
Карло Пеллегрини умер от болезни лёгких 22 января 1889 года в Лондоне в своём доме на Мортимер стрит 53. Похоронен в Лондоне на католическом кладбище Сент-Мэри (англ. Saint Mary's Roman Catholic Cemetery).